# ادی جانسون (بازیکن فوتبال)
ادی جانسون (انگلیسی: Eddie Johnson؛ زادهٔ ۳۱ مارس ۱۹۸۴) یک بازیکن فوتبال در پست مهاجم اهل ایالات متحده آمریکا است.

## باشگاهی
از باشگاه‌هایی که در آن بازی کرده‌است می‌توان به اف‌سی دالاس، باشگاه فوتبال اسپورتینگ کانزاس‌سیتی، باشگاه فوتبال فولام، باشگاه فوتبال کاردیف سیتی، باشگاه فوتبال آریس تسالونیکی، پرستون نورث اند، سیتل ساوندرز اف‌سی، دی.سی. یونایتد اشاره کرد.

## تیم ملی
وی همچنین در تیم ملی فوتبال ایالات متحده آمریکا بازی کرده است.